# Liste der Naturdenkmale in Oberdreis
Die Liste der Naturdenkmale in Oberdreis nennt die im Gemeindegebiet von Oberdreis ausgewiesenen Naturdenkmale (Stand 9. Oktober 2013).

## Naturdenkmale
| Nr.         | Bezeichnung | Lage                                                      | Beschreibung    | Bild                                    |
| ----------- | ----------- | --------------------------------------------------------- | --------------- | --------------------------------------- |
| ND-7138-419 | Beilstein   | nordöstlich des Ortes; Abteilung Johanneshege Lage        | Basaltfels      | mehr Fotos \| Fotos hochladen           |
| ND-7138-425 | Buche       | südlich des Ortes; Abteilung Oberdreiser Köpfchen Lage    | Fagus sylvatica | Direkt Bild zu diesem Denkmal hochladen |
| ND-7138-429 | Eibe        | südöstlich des Ortes; Abteilung Oberdreiser Köpfchen Lage | Taxus baccata   | Fotos hochladen                         |